# Flávio Motta
Flávio Lichtenfels Motta (São Paulo, 1923 - 2016), foi um artista brasileiro múltiplo, crítico e historiador da arte.

## Biografia
Graduou-se no curso de Pedagogia da FFCL USP em 1947. 
Reconhecido como professor fundamental na Faculdade de Arquitetura e Urbanismo da USP, onde lecionou por quase 30 anos entre as décadas de 50 e 70, tendo colaborado com Vilanova Artigas para a reformulação de seu currículo
Colaborou em projetos de diversos arquitetos e artistas, entre os quais Lina Bo Bardi, Ruy Ohtake, Carmela Gross, Marcello Nitsche e Paulo Mendes da Rocha, como no projeto do pavilhão brasileiro na Expo'70 em Osaka, que posteriormente foi demolido.
Falecido em 8 de julho de 2016 aos 92 anos de idade.

## Produção Artística
Participou de diversas exposições de artes visuais, coletivas e individuais. Tendo também realizado intervenções artísticas na cidade de São Paulo e no Rio de Janeiro, ganhou prêmio da Associação Paulista de Críticos de Arte em 1975 pelos painéis apostos no Elevado Presidente João Goulart em São Paulo.

## Exposições

#### Exposições Individuais
- 1963 - São Paulo SP - Individual, Galeria de Arte São Luís

- 1965 - São Paulo SP - Individual, no Masp

- 1965 - Rio de Janeiro RJ - Individual, Galeria Goeldi

- 1967 - São Paulo SP - Bandeiras e Flâmulas, Galeria Atrium

- 1973 - Rio de Janeiro RJ - Individual, Galeria Grupo B

- 1975 - Curitiba PR - Individual, no Teatro Guaíra

#### Exposições Coletivas
- 1944 - São Paulo SP - 9º Salão do Sindicato dos Artistas Plásticos, Galeria Prestes Maia

- 1967 - São Paulo SP - Bandeiras Praça, Esquida Avenida Brasil com a Rua Colombia

- 1968 - Rio de Janeiro RJ - Bandeiras Praça, Praça General Osório

- 1976 - São Paulo SP - O Desenho Jovem dos Anos 40, Pinacoteca do Estado

- 1977 - São Paulo SP - Os Grupos: a década de 40, Museu Lasar Segall

- 1978 - São Paulo SP - A Arte e seus Processos: o papel como suporte, Pinacoteca do Estado

- 1978 - São Paulo SP - Uma amizade e um atelier: Raphael Galvez e Flávio Motta. Museu Lasar Segall

- 1979 - São Paulo SP - Volta à Figura: década de 60, Museu Lasar Segall

- 1979 - São Paulo SP - Matrizes, Filiais e Companhias, Sesc SP

- 1982 - São Paulo SP - Marinhas e Ribeirinhas, Museu Lasar Segall

- 1985 - São Paulo SP - Tendências do Livro de Artista no Brasil, no CCSP

- 1987 - São Paulo SP - A Trama do Gosto: um outro olhar sobre o cotidiano, Fundação Bienal

- 1994 - Belo Horizonte MG - O Efêmero Arte Brasileira: anos 60/70

- 1994 - Penápolis SP - O Efêmero Arte Brasileira: anos 60/70, Galeria Itaú Cultural

- 1994 - São Paulo SP - O Efêmero Arte Brasileira: anos 60/70, Itaú Cultural

- 1995 - São Paulo SP - 1st United Artists, Casa das Rosas

- 1996 - Brasília DF - O Efêmero Arte Brasileira: anos 60/70, Galeria Itaú Cultural

- 1996 - São Paulo SP - Ex Libris/Home Page, Paço das Artes

- 2004 - São Paulo SP - Gabinete de Papel, Centro Cultural São Paulo

## Publicações seleccionadas
Algumas das publicações do biografado.
- MOTTA, F. L. A família artística paulistana. Revista do Instituto de Estudos Brasileiros. n. 10, p. 137-154, 1971.

- MOTTA, F. L. A época do SPAM. Habitat, v. 11, p. 49-60, jun. 1953.

- MOTTA, F. L. Apontamentos de história da arte: o sorriso da Gioconda. Tradução de texto escolhidos por Maria Stella de Castilho e MariRappa. São Paulo: FAU, 1963. (Publicação, 6).

- MOTTA, F. L. Arquitetura brasileira para a Expo'70. Acrópole, São Paulo, n. 372, p. 25-26, abr. 1970.

- MOTTA, F. L. Art Nouveau: um estilo entre a flor e a máquina. Cadernos brasileiros, v. 28, n. 2, p. 54-63, mar./abr. 1965.

- MOTTA, F. L. Contribuição ao estudo do Art Nouveau no Brasil. São Paulo, 1957. 83 p. Tese (Cátedra) - Faculdade de Arquitetura e Urbanismo - FAU/USP, 1957.

- MOTTA, F. L. Introdizione al Brasile. Zodiac. n. 6, p. 61-67, 1958/59.

- MOTTA, F. L. Paulo Mendes da Rocha. Acrópole, São Paulo, n. 343, p. 17-18, set 1967.

- MOTTA, F. L. São Paulo e o Art Nouveau. Habitat, n. 10, p. 3-18, 1953.

- MOTTA, F. L. Trabalho de um pintor: Portinari. São Paulo, 1972. (Separata da Revista de História, 90).

## Ligações Externas
- Itaú Cultural | Artistas e Arquitetos - Ocupação Flávio Império por Flávio Motta (2011)

- FAUUSP | Encontro Flávio Motta (2016)